# Taipei 101
Taipei Financial Center, kurz Taipeh 101 (englisch Taipei 101, gesprochen „[…] one-o-one“; chinesisch 台北101, Pinyin Táiběi yīlíngyī), ist der Name eines Wolkenkratzers in Taipeh, der Hauptstadt der Republik China (Taiwan). Er ist das höchste Gebäude im Land und das derzeit elfthöchste Gebäude der Welt. Von 2004 bis 2009 war er das höchste Gebäude der Welt.

## Beschreibung
Der Taipei 101 war der höchste Wolkenkratzer der Welt (ohne Antennen oder Masten), bis er Anfang 2007 vom Rohbau des Burj Khalifa abgelöst wurde, der Anfang 2009 seine endgültige Höhe von 828 Metern erreichte. Mit 508 Metern ragt Taipei 101 (benannt nach seinen 101 Stockwerken) weit über die Skyline der Stadt. Außer den 101 oberirdischen Stockwerken gibt es fünf unterirdische. Mit dem höchsten begehbaren Geschoss löste das Gebäude den 1974 vollendeten Willis Tower (früher Sears Tower genannt) in Chicago ab, dennoch ist der Willis Tower durch seine Antenne mit insgesamt 527 Metern 19 Meter höher.
Da der Burj Khalifa eine gemischte Nutzung hat (Apartments, ein Hotel und Büros) blieb Taipei 101 das höchste Bürogebäude der Welt. Seit dem Bau des One World Trade Centers in New York City 2014 ist es das zweithöchste Bürogebäude weltweit sowie der fünfthöchste Wolkenkratzer der Welt.
Die offizielle Einweihung fand Silvester 2004 statt; bereits am 1. Mai 2003 feierte der Präsident der Republik China die Errichtung des höchsten Stockwerks. Die ersten Mieter waren bereits in die untersten Stockwerke eingezogen.
Im 89. Stock befindet sich das innere Aussichtsdeck; auch im 91. Stock liegt ein Ausgang. Am Fuße des Wolkenkratzers befindet sich das größte Einkaufszentrum des Landes.
Bis 2013 hatte das Gebäude die schnellsten Aufzüge der Welt. Mit rund 16,8 m/s (60 km/h) werden die Besucher in den 89. Stock gebracht, mit rund 10 m/s (36 km/h) geht es zurück. Jeder Aufzug hat rund zwei Millionen US-Dollar gekostet. Seit 2013 hat der Shanghai Tower die schnellsten Aufzüge mit einer Geschwindigkeit von 64,8 km/h.

## Aufbau

Blick in das Einkaufszentrum

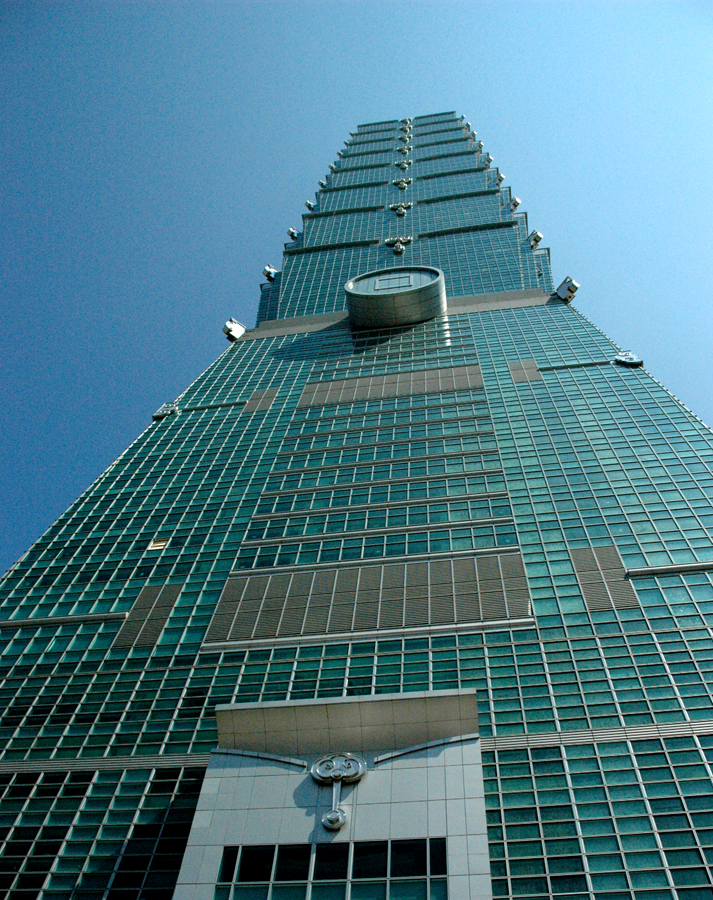
Blick von unten

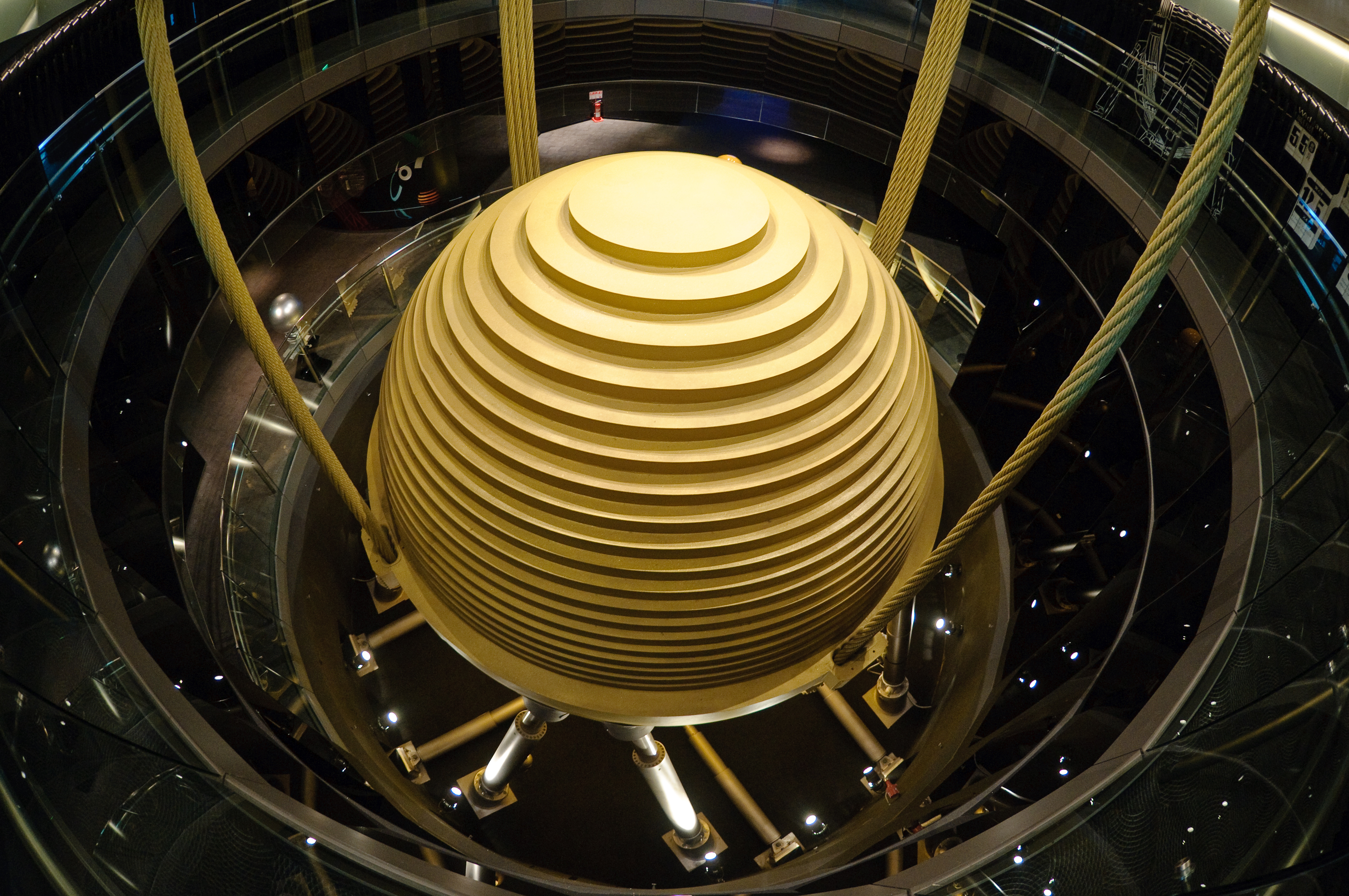
Weltgrößtes Tilgerpendel zur Dämpfung von Gebäudeschwingungen des Taipei 101

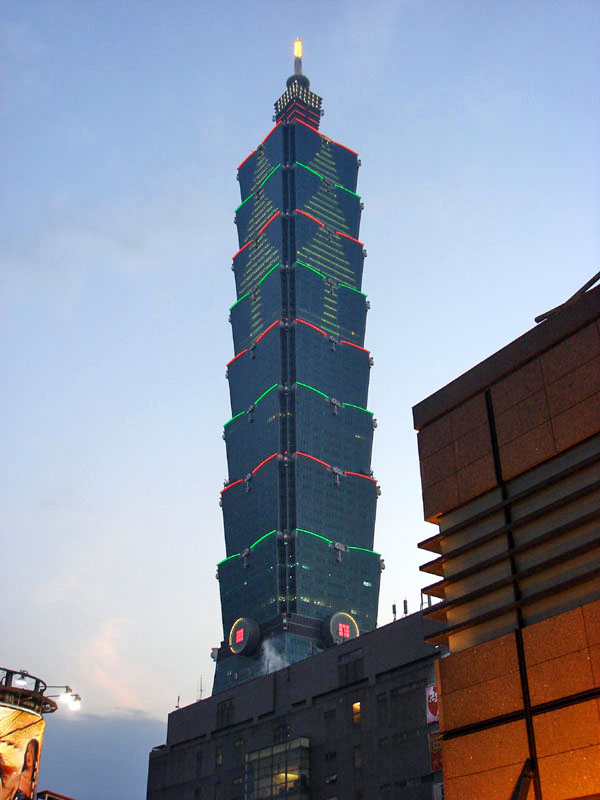
Taipei 101 zu Weihnachten

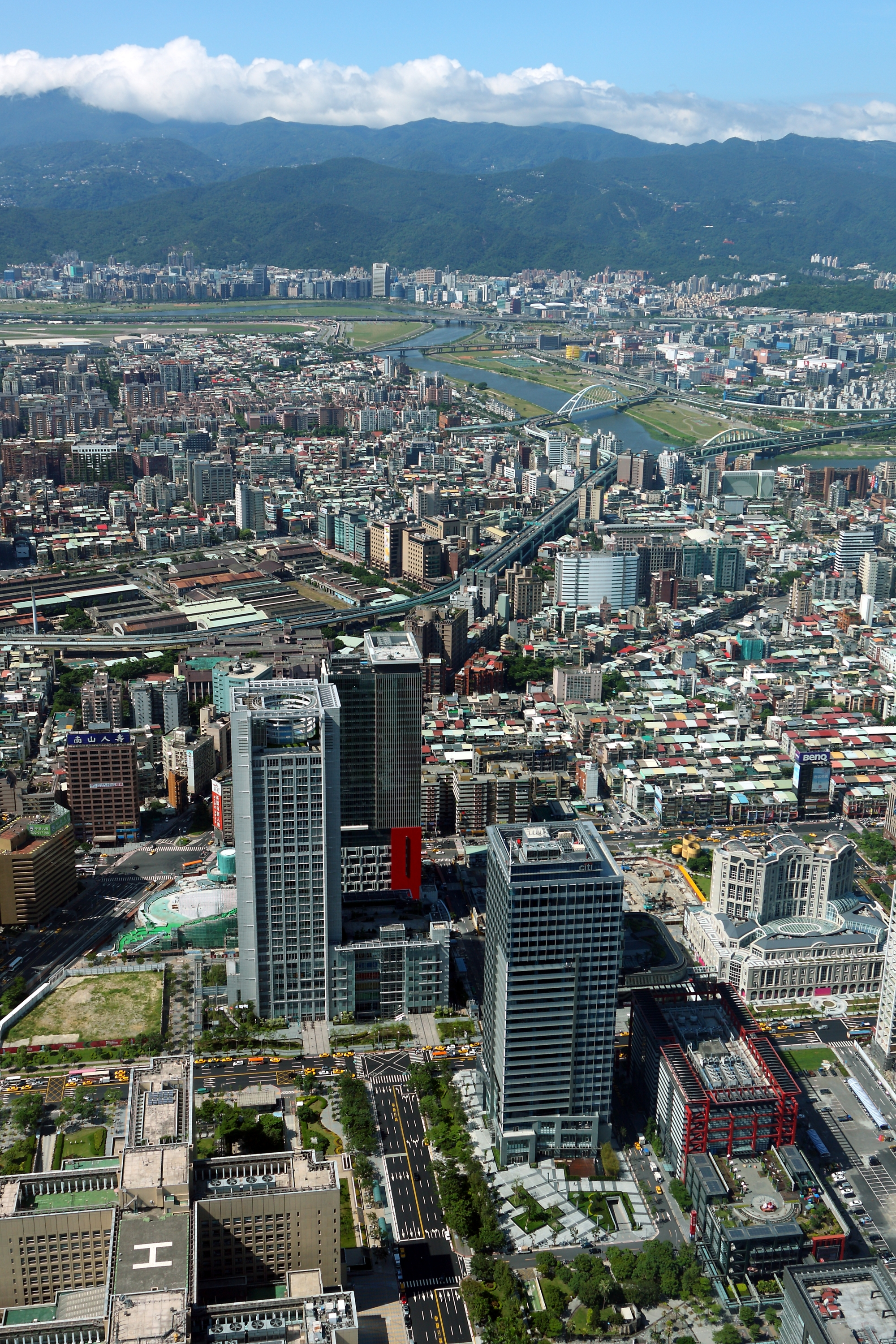
Blick vom Taipei 101 Richtung Norden

Die Untergeschosse 2 bis 5 sind für Versorgungsaufgaben vorgesehen. Dazu gehören Parkplätze für 1839 Autos und 2990 Motorroller. Auf den Ebenen 1 und 6 sind Geschäfte und Erholungseinrichtungen angesiedelt. Ebenen 7 bis 84 beherbergen Büros, 86 bis 88 Restaurants, 89, 91 und 101 Aussichtsmöglichkeiten und 92 bis 100 Telekommunikationseinrichtungen. Im 88. bis 92. Stockwerk ist eine Stahlkugel mit einem Durchmesser von 5 m als Schwingungstilger an Stahlseilen aufgehängt. Sie besitzt ölhydraulische Dämpfungselemente und wiegt 660 t. Zusätzlich gibt es in der Antenne zwei 4,5 t schwere Tilger, diese verringern Schwingungen, die zur Ermüdung der Konstruktion führen können.
Das Gebäude steht auf einem Fundament aus 9.000 t Stahl und 35.000 t Beton, die auf 557 Betonpfeilern ruhen. Nach oben hin tragen das Gebäude je zwei Säulen an jeder Ecke, 3 m lang und 2,6 m breit. Diese Säulen bestehen aus Stahl (hohl), der innerlich bewehrt und mit Beton gefüllt wurde. Sie reichen bis zur Ebene 67. Höher bestehen die Säulen aus Stahl. Die Steifigkeit der Konstruktion wird durch 16 Quer- und Längsstreben erreicht, die jedem 8. Stockwerk eingezogen sind. Sie bilden ein zweistöckiges Schachbrettmuster mit neun Feldern.

### Aussichtsplattformen
Aufzüge über dem Einkaufszentrum befördern den Besucher auf die 89. Ebene. Der Zugang zur im Freien liegenden Plattform auf der 91. Ebene geschieht über eine Treppe. Der Zugang zur Aussichtsplattform ist abhängig von Wind- bzw. Wetterlage. Nicht zugänglich für Besucher sind der schlankere obere Gebäudeteil und die wirkliche Spitze.

### Risiken
Bei Taiwan treffen die eurasische und die philippinische Kontinentalplatte aufeinander, so dass Taiwan eine der aktivsten Erdbebenregionen der Welt ist, mit über 4.000 Erdbeben pro Jahr. Außerdem rasen jährlich bis zu neun Taifune über den Inselstaat. Damit das Gebäude diesen Belastungen widersteht, wurde die Tragstruktur eines Bambusrohres nachempfunden.
Zwischen dem 88. und 92. Stockwerk befindet sich eine 660 Tonnen schwere vergoldete, aus einzelnen Scheiben gefertigte Stahlkugel mit einem Durchmesser von 5,5 m, die mit ölhydraulischen Dämpfungselementen den Schwankungen des Gebäudes entgegenwirkt. Die maximale Beschleunigung bei Stürmen wird durch den Dämpfer etwa halbiert. Aufgehängt an armdicken Stahlseilen ist sie das momentan größte und das einzige der Öffentlichkeit zugängliche Tilgerpendel (Schwingungstilger) der Welt. Zwei weitere Dämpfer mit je 4,5 Tonnen Masse befinden sich in der Antennenkonstruktion. Sie sollen Schwingungen reduzieren, die zu einer Ermüdung der Stahlkonstruktion führen.
Um den Brandwiderstand zu erhöhen, wurden alle Pfeiler des Gebäudes mit feuerfestem Spezialschaum ummantelt. Mit dem Löschwasser im Gebäude könnte ein Wettkampf-Schwimmbecken zweieinhalb Mal gefüllt werden (entspricht in etwa 6.250.000 Litern Wasser).

### Erdbeben
Größter anzunehmender Notfall ist ein schweres Erdbeben, das in Taipeh etwa alle fünf Jahre eintreten kann. Hier gilt es, den Wolkenkratzer mit rund 10.000 Menschen geordnet zu evakuieren.
Am 31. März 2002 erschütterte ein Erdbeben der Stärke 7,1 (Magnitude) mit dem Epizentrum in 110 km südöstlicher Entfernung zu Taipei die Ostküste Taiwans. Zwei Baukräne stürzten vom 56. Stock herab. Fünf Menschen starben: die beiden Kranführer sowie Autofahrer, deren Autos von den Gebäudeteilen getroffen wurden. Daraufhin wurde die gesamte Statik des Gebäudes überprüft, man fand aber keine Schäden in der Basisstruktur. Die Bauarbeiten wurden sechs Monate später fortgesetzt.
Das Erdbeben vom 19. Dezember 2009 kurz nach 21 Uhr Ortszeit richtete keine Schäden an.
Beim Hualien-Erdbeben am 3. April 2024 der Stärke 7,4 mit einem Epizentrum in 129 Kilometer Entfernung blieb das Taipei 101 unbeschädigt. Der verwendete Stahlbeton hatte mit den Erdbebenwellen schwingen können und der Schwingungstilger hatte die Schwingungen abfedern können.

### Bau nach Tradition
Das pagodenähnliche Design des Gebäudes beruht auf der chinesischen Tradition. So wurde beispielsweise die 8, eine chinesische Glückszahl, immer wieder aufgenommen. Auch der Jin Mao Tower in Shanghai ist nach der Form der 8 konstruiert. Außerdem wurde das Gebäude nach der Feng-Shui-Lehre erbaut. Mieter sind so nach traditionell-chinesischem Verständnis vor negativen Einflüssen geschützt. Zudem sollen chinesische Glücksmünzen, die überdimensional groß an der Fassade des Gebäudes zu sehen sind, vor schlechten Geschäften schützen. Des Weiteren soll das Design an einen Bambus erinnern.
Chefarchitekt des Gebäudes ist Chang Yong Lee. Den Bau der 120.000 m² umfassenden Glasfassade in 16.000 Elementen übernahm die deutsche Firma Josef Gartner GmbH, Gundelfingen.

### Baukosten
Die Baukosten betrugen rund 1,6 Milliarden Euro.

## Diverses

Höhenvergleich des Taipei 101 mit dem Burj Khalifa, dem Willis Tower, den Petronas Türmen und dem Empire State Building

- Die Adresse lautet: Taipei 101 – Songzhi Road 8/Xinyi Road – District Xinyi – Taipei – Taiwan (ROC) (chinesisch 中華民國（台灣）台北市信義區西村里信義路五段7號, Pinyin zhōng huá mín guó（tái wān）tái běi shì xìn yì qū xī cūn lǐ xìn yì lù wǔ duàn qī hào)
- Obwohl der Taipei 101 mit 508 Metern nach seiner Eröffnung als der höchste Wolkenkratzer der Welt galt, wurde er noch von einem anderen Wolkenkratzer, dem Willis Tower in Chicago mit 527 Metern, nominell überragt. Beim Willis Tower wurden die Antennen in der Höhenangabe eingerechnet, obwohl diese nicht zur offiziellen Höhe mitzählen, da sie von der international anerkannten Kommission für Höhenfragen bei Wolkenkratzern Council on Tall Buildings and Urban Habitat (CTBUH) nicht als Teil der Gebäudestruktur anerkannt werden. Somit ist der Willis Tower offiziell nur 442 Meter hoch. Die Metallspitze des Taipei 101 wird nach der Definition des CTBUH allerdings zur Höhe gewertet, deshalb galt der Taipei 101 als höheres Gebäude. Beim Begriff Bauwerk definiert die Kommission immer die absolute Höhe, was bedeutet, dass der Willis Tower zwar nicht als das höhere Gebäude zählt, jedoch als höheres Bauwerk. Als Bauwerk werden auch Fernsehtürme, Masten und Schornsteine gewertet, die aber bei Auflistung der höchsten Gebäude nicht beachtet werden. Ohne seine Spitze wäre der Taipei 101 mit 448 Metern dennoch knapp höher als der Willis Tower.
- Der österreichische Base Jumper Felix Baumgartner sprang am 13. Dezember 2007 als Erster, ohne Genehmigung, vom Taipei 101.[9]
- Am 25. Dezember 2004 erklomm der Freikletterer Alain Robert den Wolkenkratzer entlang der Fassade.
- Zum Jahreswechsel wird von den verschiedenen Etagen des Gebäudes ein spektakuläres, mehrminütiges Feuerwerk gezündet, das hunderttausende Schaulustige anzieht. Da Taipei aufgrund seiner Lage eine der ersten Metropolen ist, die jeweils das neue Jahr begehen, werden die Bilder des Feuerwerks in der Berichterstattung der europäischen Medien häufig gesendet und sind auch auf YouTube zu finden.[10][11]
- Je nach Windstärke schwankt die Spitze um bis zu 1,30 Meter.[12]
- Jährlich findet im Taipei 101 ein Treppenlauf statt, der über 2046 Stufen zur Aussichtsplattform im 91. Stockwerk des Gebäudes führt.[13]
- Im 33. Stockwerk des Gebäudes befindet sich die deutsche Auslandsvertretung in Taiwan, das Deutsche Institut Taipei.